# گامایون

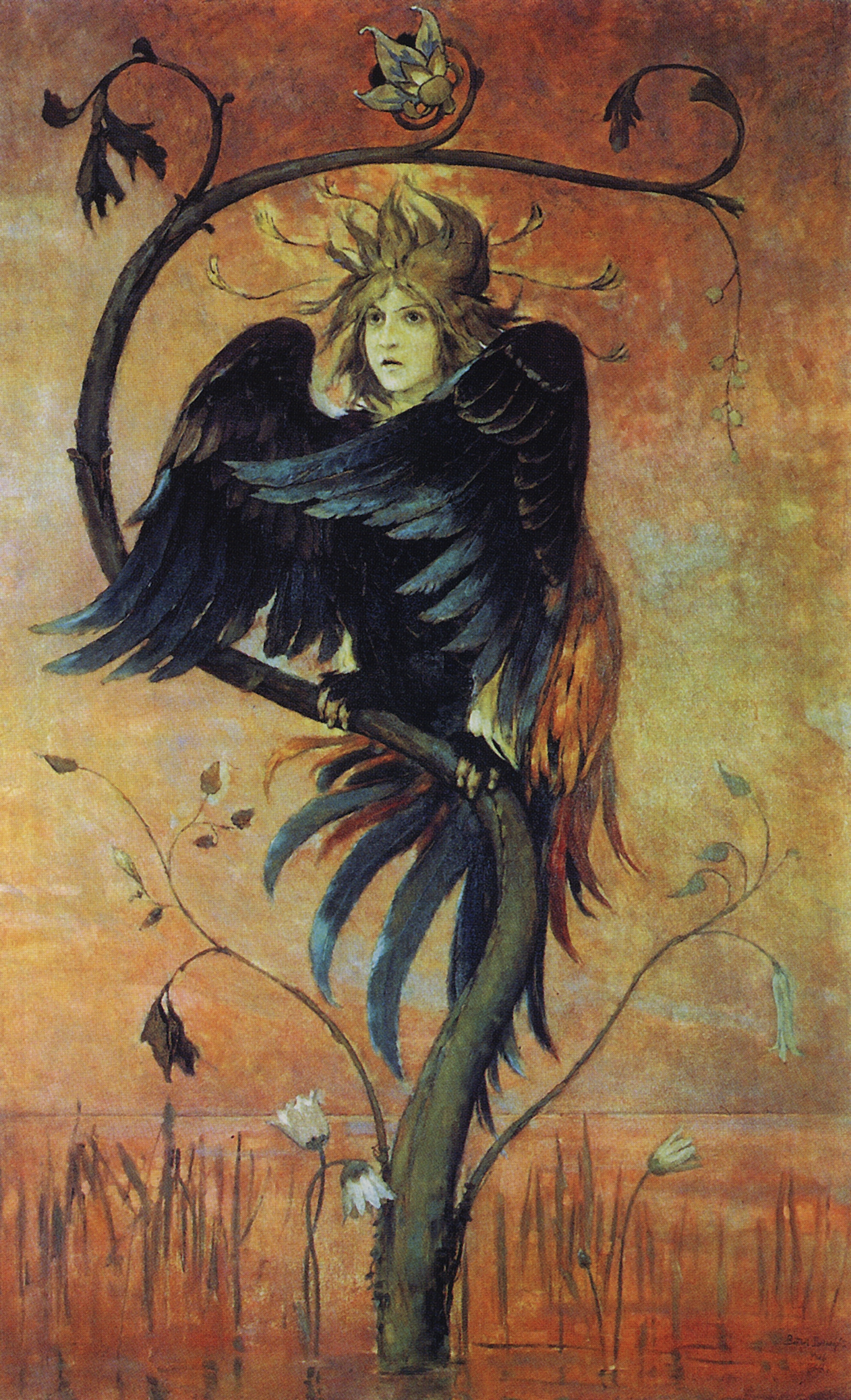
نگاره‌ای از گامایون اثر ویکتور واسنتسوف (رنگ و روغن روی بوم، ۱۸۹۷)، موزهٔ هنرهای زیبای داغستان

گامایون (به روسی: Гамаюн) در افسانه‌های روسی و اسلاوی پرنده‌ای معجزه‌آسا و پیشگو است که در جزیره‌ای واقع در شرق و نزدیک به پردیس زندگی می‌کند. این پرنده که بدنش از سر و سینهٔ یک زن تشکیل شده پیام‌آور خدایان و سخنگوی آنان است که با خواندن آوازهایی، آیندهٔ مردمانی را که می‌توانند راز او را بشنوند پیشگویی می‌کند. او دربارهٔ هرچیزی در این جهان همچون خاستگاه زمین، آسمان، خدایان، قهرمانان، مردم، هیولاها، حیوانات و پرندگان آگاهی دارد.
گامایون همچنین نشانهٔ بخت و قدرت است
و در عین حال گمان می‌رود که برگرفته از «همایون» و «هما»، پرندهٔ سعادت در اسطوره‌های ایرانی باشد.